# William W. Grout

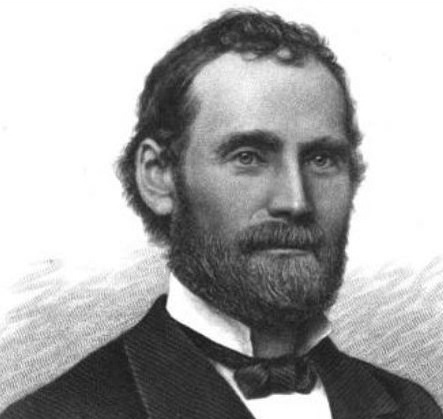
William W. Grout

William Wallace Grout (* 24. Mai 1836 in Compton, Québec, Kanada; † 7. Oktober 1902 in Kirby, Vermont) war ein US-amerikanischer Politiker. Zwischen 1881 und 1883 vertrat er den dritten und von 1885 und 1901 den zweiten Wahlbezirk des Bundesstaates Vermont im US-Repräsentantenhaus.

## Werdegang
William Grout erhielt eine gute Grundschulausbildung. Nach einem Jurastudium an der Poughkeepsie Law School in New York und seiner im Jahr 1857 erfolgten Zulassung als Rechtsanwalt begann er in Barton in seinem neuen Beruf zu praktizieren. Während des Bürgerkrieges war er Oberstleutnant einer Freiwilligeneinheit aus Vermont, die auf der Seite der Union kämpfte. Nach dem Krieg war Grout Bezirksstaatsanwalt im Orleans County. Politisch war er Mitglied der Republikanischen Partei. Zwischen 1868 und 1870 saß er als Abgeordneter im Repräsentantenhaus von Vermont. Im Jahr 1876 wurde er auch Mitglied des Staatssenats. Dort war er amtierender Präsident des Hauses.
1880 wurde Grout im dritten Distrikt von Vermont in das US-Repräsentantenhaus in Washington, D.C. gewählt, wo er am 4. März 1881 die Nachfolge von Bradley Barlow antrat. Nach Ablauf einer Legislaturperiode wurde der Wahlkreis aufgelöst. Da er vergeblich in einem anderen Bezirk  für einen Verbleib im Kongress kandidierte, musste er am 3. März 1883 seinen Sitz aufgeben. Bei den Wahlen des Jahres 1884 wurde er im zweiten Distrikt von Vermont erneut in den Kongress gewählt. Dort übernahm er am 4. März 1885 den bis dahin von Luke P. Poland gehaltenen Sitz. Da er auch die sieben folgenden Kongresswahlen in diesem Wahlbezirk gewann, konnte er bis zum 3. März 1901 acht zusammenhängende Legislaturperioden absolvieren. Von 1889 bis 1891 war er Vorsitzender des Ausschusses zur Verwaltung des Bundesdistrikts (District of Columbia). Zwischen 1895 und 1901 war er Mitglied im Ausschuss zur Kontrolle der Ausgaben des Kriegsministeriums.
Nach dem Ende seiner Zeit im Kongress arbeitete William Grout noch in der Landwirtschaft. Er starb aber bereits am 7. Oktober 1902.